# Ибарра (Эквадор)
Ибарра (исп. Ibarra) — город в Эквадоре. Административный центр провинции Имбабура.
Расположен на севере страны в эквадорских Андах у подножия одноименного вулкана, на высоте около 2225 метров на левом берегу реки Тахуандо. Находится примерно в 115 км к северо-востоку от столицы Эквадора Кито. Из-за узких улочек и архитектуры в колониальном стиле (белые домики с красными крышами) Ибарру также называют «белый город».
Население в 2010 году составляла 131 856 жителей. Площадь — 41 км².

## История
Основан, как Сан-Мигель-де-Ибарра при короле Испании Филиппе III 29 сентября 1606 года, в день празднования Архангела Михаила, капитаном Кристобалем де Троя по указанию Мигеля де Ибарра, президента Королевской аудиенсии Кито.
Город примечателен систематической планировкой общественных зданий, включая многочисленные костёлы.
17 июля 1823 года недалеко от города произошло сражение при Ибарре, в котором войска под командованием Симона Боливара одержали победу. В 1829 году Ибарра получил статус столицы провинции в Великой Колумбии (позже — Эквадор).
16 августа 1868 года Ибарра была почти полностью разрушена землетрясением и с 1872 года восстанавливалась. 28 апреля 1872 года считается вторым днём основания Ибарры.
С декабря 1862 года — столица Епархии Ибарры.
Климат — умеренно-сухой со средней температурой 18 ° C.
Ибарра пользуется популярностью среди туристов. Здесь колониальные белоснежные дома, мощёные улицы, отправная точка экзотического железнодорожного маршрута по Эквадору. В церкви Санто-Доминго есть старинная художественная галерея. Город является резиденцией одноименной римско-католической епархии Ибарра.
Рынки по субботам, а главный фестиваль — Фиеста-де-лос-Лагос — проводится в последние выходные сентября. Кроме того, два красочных парада известны как Эль-Прегон и Вирген-дель-Кармен проводятся 16 июля ежегодно.
В городе множество ресторанов, специализирующихся на блюдах местной кухни, рядом с клубами, дискотеками.

## Города-побратимы
- Сан-Карлос-де-Барилоче, Аргентина
- Брюгге, Бельгия
- Венеция, Италия
- Пиза, Италия
- Эсиха, Испания
- Ньюкасл-апон-Тайн, Великобритания
- Попаян, Колумбия
- Антофагаста, Чили
- Калама, Чили
- Этавах, Индия
- Ибарра, Испания
- Пунта-дель-Эсте, Уругвай
- Серравалле, Сан-Марино
- Цуг, Швейцария

## Известные уроженцы и жители
- Агинага, Алекс — футболист, тренер.
- Айяла, Луис — футболист.
- Анангоно, Хуан — футболист.
- Вега, Эдисон — футболист.
- Епес, Олаво — шахматист.
- Ибарра, Освальдо — футболист.
- Карвахаль, Рафаэль — государственный и политический деятель, вице-президент Республики Эквадор, Президент Национального Конгресса Эквадора.
- Куэва, Агустин — социолог, политолог и литературный критик.
- Ларреа Ольгин, Хуан — религиозный и государственный деятель.
- Мендес, Эдисон — футболист.